# Ipecaetá
Ipecaetá este un oraș în statul Bahia (BA) din Brazilia.